# شیدا یوسفی (بازیگر)
شیدا یوسفی (متولد ۲۰ آذر  ۱۳۶۷ در تهران) بازیگر اهل ایران است. وی در سریال هایی همچون بچه‌مهندس، ممنوعه و نون خ ایفای نقش کرده‌است.

## زندگی هنری
شیدا یوسفی بازیگر سینما و تلویزیون در تهران می باشد. که علاوه بر بازیگری، منشی صحنه و دستیار کارگردان بوده است. آخرین فعالیت او به عنوان منشی صحنه فیلم رگ خواب حمید نعمت الله بوده و آخرین کار وی به عنوان برنامه‌ریز فیلم سینمایی هایلایت به تهیه‌ی ساسان سالور بوده. به غیر از تئاتر شروع فعایت او  در سریال موفق و پر مخاطب سریال ممنوعه بوده که او بعد از فارغ‌التحصیلی از دانشگاه سوره در سال ۸۹، به فعالیت در حوزه سینما و سریال و تئاتر پرداخته است.

## آثار
محرمانه (۱۴۰۲)
سریال ممنوعه(۱۳۹۶)
بچه مهندس (۱۳۹۷)
نون خ (۱۳۹۷)
سریال کامیون(۱۳۹۸)
آب باد خاک آتش(۱۳۹۸)
نعره سکوت(۱۳۹۸)
ملکه گدایان(۱۳۹۸)
سریال نون خ ۳(۱۳۹۹)
کوچه ژاپنی‌ها(۱۳۹۹)
سریال تمام رخ (۱۳۹۹)
سریال سووشون(۱۳۹۹)
سریال آرزو‌های چپکی(۱۴۰۴)

## رئالیتی شو
شب های مافیا (۱۴۰۰)
پدرخوانده (۱۴۰۱)
ناتو(۱۴۰۱)
شب های مافیا: زودیاک(۱۴۰۲)